# Gülzow (Lauenburgo)
Gülzow é um município da Alemanha localizado no distrito de Lauenburgo, estado da Schleswig-Holstein.
Pertence ao Amt de Schwarzenbek-Land.